# Nick Hysong
Nick Hysong (* 9. Dezember 1971 in Winslow, Arizona) ist ein US-amerikanischer Stabhochspringer und Olympiasieger.
Bei den Weltmeisterschaften 1999 in Sevilla kam er mit 5,70 m auf den vierten Platz.
Bei den Olympischen Spielen 2000 in Sydney gewann er dann die Goldmedaille mit seiner persönlichen Bestleistung von 5,90 m. Ein Jahr später holte er bei den Weltmeisterschaften 2001 in Edmonton die Bronzemedaille, und bei den Weltmeisterschaften 2005 in Helsinki belegte er den fünften Platz.